# شرکت بهره‌برداری نفت و گاز گچساران
شرکت بهره‌برداری نفت و گاز گچساران شرکت نفت و گاز ایرانی است که به‌عنوان زیرمجموعه‌ای از شرکت ملی مناطق نفت‌خیز جنوب در زمینه بهره‌برداری، فرآورش و انتقال نفت خام، گاز طبیعی و تولید میعانات گازی فعالیت می‌کند. ظرفیت تولید نفت خام این شرکت به‌طور متوسط معادل ۶۳۰ هزار بشکه در روز می‌باشد، و همچنین روزانه به‌طور میانگین یک میلیارد و ۲۰۰ میلیون فوت مکعب (معادل ۳۹ میلیون مترمکعب) گاز طبیعی و ۳۵ هزار بشکه میعانات گازی تولید می‌کند. میزان ذخیره درجای نفت خام میادین تحت مدیریت شرکت نفت و گاز گچساران در حدود ۵۳ میلیارد بشکه و همچنین ذخایر قابل استحصال ۲۴ میلیارد بشکه برآورد می‌شود.
دفتر مرکزی این شرکت در گچساران در کهگیلویه و بویراحمد قرار دارد، و تأسیسات شرکت نفت و گاز گچساران در چهار استان خوزستان، بوشهر، کهگیلویه و بویراحمد و فارس مستقر می‌باشند.
این شرکت بهره‌برداری از ۱۸ میدان نفتی را بر عهده دارد، که بیشترین میزان تولید را به ترتیب میدان نفتی گچساران، بی‌بی‌حکیمه، رگ‌سفید، بینک، گلخاری، نرگسی و پازنان دارا می‌باشند. شرکت نفت و گاز گچساران مالک شبکه گسترده‌ای از ۶٫۲۴۷ کیلومتر خط لوله انتقال نفت خام و گاز طبیعی، ۱۰ واحد بهره‌برداری، ۳ کارخانه نمک‌زدایی، ۱۱ ایستگاه تقویت فشار گاز و ۵ کارخانه گاز و گازمایع است.

## تاریخچه

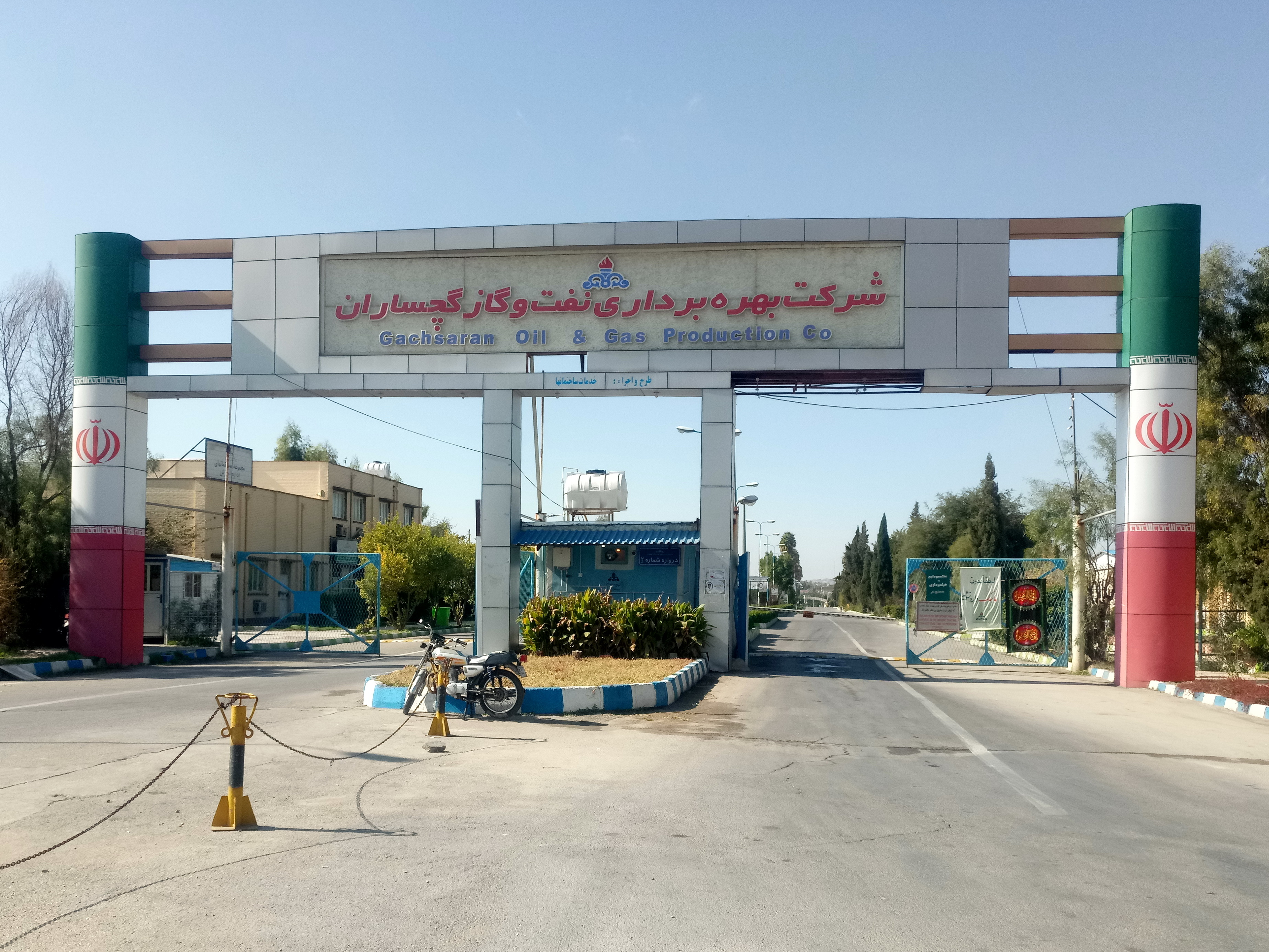
ورودی اصلی شرکت بهره‌برداری نفت و گاز گچساران

منطقه نفتخیز گچساران نخستین بار در فاصله سال‌های ۱۳۰۲ تا ۱۳۰۳ توسط شرکت نفت ایران و انگلیس و کارشناسان بریتانیایی، مورد مطالعه اکتشافی قرار گرفت. در سال ۱۳۱۰ عملیات حفاری برای چندمین بار در این منطقه از سر گرفته شد و در نهایت پس از حفر چندین چاه اکتشافی در سازند آسماری، تولید نفت از میدان نفتی گچساران، از سال ۱۳۱۸ با چاه شماره ۱۳ گچساران آغاز شد. میدان نفتی گچساران در فاصله ۲۲۰ کیلومتری جنوب‌شرقی اهواز قرار دارد و دارای ابعادی به طول ۷۰ کیلومتر و عرض ۱۵ کیلومتر است. عمده تولید نفت از سازند آسماری این میدان صورت می‌گیرد. اولین چاه در سازند بنگستان که به تولید درآمد، چاه شماره ۳۶ گچساران بود و بهره‌برداری از آن در سال ۱۳۴۰ آغاز شد. تاریخچه تولید از مخزن گچساران نشان می‌دهد، که بجز یک دوره کوتاه بین سال‌های ۱۳۳۰ تا ۱۳۳۲، استخراج نفت از مخزن آسماری میدان گچساران همواره ادامه داشته و در طول تمامی ادوار زمانی، میزان تولید نیز اغلب سیر صعودی خود را حفظ کرده‌است، به‌طوری‌که در سال ۱۳۵۳ به حداکثر میزان خود یعنی بالغ بر ۹۴۰ هزار بشکه در روز رسید.
شرکت خاص خدمات نفت ایران (به انگلیسی: Oil Service Company of Iran) به‌اختصار: اوسکو (به انگلیسی: OSCO) در سال ۱۳۵۳ تأسیس شد. این شرکت فعالیت خود را به‌عنوان پیمانکار طرف قرارداد شرکت ملی نفت ایران، با مرکزیت مسجدسلیمان آغاز نمود. شرکت اُسکو در زمینه اکتشاف و مطالعه میدان‌ها، برنامه‌ریزی و اجرای عملیات حفاری، نصب و راه‌اندازی تأسیسات، احداث خطوط لوله، تهیه طرح پیشنهادی برنامه‌های توسعه میادین و ازدیاد برداشت، همچنین برآورد بودجه‌های ارزی و ریالی فعالیت می‌کرد. پس از راه‌اندازی شرکت اُسکو، عملیات تولید از میادین نفت و گاز مستقر در منطقه گچساران، همچون سایر مناطق نفتخیز کشور، به این شرکت واگذار شد.
پس از انقلاب ۱۳۵۷ در ایران و خروج بخش اعظم کارشناسان خارجی و شرکت‌های بین‌المللی صنعتی از کشور، سپس تغییر ساختار سازمان‌ها و شرکت‌های دولتی، شرکت اٌسکو و شرکت عملیات غیرصنعتی، با هم ادغام شدند و مدیریت مناطق نفتخیز را در شرکت ملی نفت ایران تشکیل دادند. دفتر مرکزی مناطق نفتخیز نیز به شهر اهواز منتقل گردید. این مدیریت به‌عنوان متصدی کلیه عملیات مربوط به بخش بالادستی و پایین‌دستی صنایع نفت و گاز سراسر کشور، منهای میادین دریایی مستقر در خلیج فارس که مدیریت آن‌ها برعهده شرکت نفت فلات قاره ایران بود، را در بر می‌گرفت، که در پی آن، مدیریت تولید از مخازن کنونی شرکت نفت و گاز گچساران نیز به عنوان یکی از شش منطقه عملیاتی، به مدیریت مناطق نفتخیز محول شد. پس از پایان جنگ ایران و عراق، مدیریت مناطق نفتخیز، به مدیریت تولید مناطق خشکی تغییر نام داد.
در سال ۱۳۷۷ در پی تجدید ساختار شرکت ملی نفت ایران، مدیریت تولید مناطق خشکی به شرکت ملی مناطق نفت‌خیز جنوب تغییر پیدا کرد و برنامه‌ریزی به منظور تغییر ساختار این شرکت با هدف کوچک‌سازی و تفکیک نمودن حوزه عملیاتی آن آغاز شد. سال ۱۳۷۸ با هدف اجرای سیاست‌ها و برنامه‌های وزارت نفت ایران، مبنی بر ایجاد تغییر و تحول در نحوه اداره فعالیت‌ها، ساختار سازمانی شرکت ملی مناطق نفت‌خیز جنوب، مورد بازنگری قرار گرفت و به دو شاخه اصلی شامل ستاد مرکزی و شرکت‌های تابعه تفکیک گردید. سپس ۵ شرکت بهره‌برداری از تأسیسات و دارایی‌های مناطق تولید نفت و گاز شرکت مناطق نفتخیز جنوب تأسیس شدند. شرکت بهره‌برداری نفت و گاز گچساران به‌عنوان یکی از پنج شرکت بهره‌بردار تابع شرکت ملی مناطق نفتخیز جنوب، فعالیت عملیاتی خود را از سال ۱۳۷۹ آغاز نمود.
شرکت ملی مناطق نفت‌خیز جنوب به‌طور متوسط ۸۳٪ درصد از نفت خام کشور را تولید می‌کند و به عنوان بزرگترین شرکت نفتی ایران شناخته می‌شود. شرکت بهره‌برداری نفت و گاز گچساران هم‌اکنون با تولید روزانه ۷۸۰ هزار بشکه نفت خام، پس از شرکت بهره‌برداری نفت و گاز کارون، دومین تولیدکننده نفت زیرمجموعه مناطق نفتخیز جنوب به‌شمار می‌آید.

## تأسیسات
شرکت بهره‌برداری نفت و گاز گچساران مسئولیت تولید از ۱۸ میدان نفتی را با استفاده از تجهیزات و تأسیسات زیر برعهده دارد.
- ۸۳۰ حلقه چاه نفت و گاز
- ۱۰ واحد بهره‌برداری
- ۳ کارخانه نمک‌زدایی
- ۱۲ ایستگاه تقویت فشار گاز
- ۳ کارخانه گاز و گازمایع:

- - کارخانه گاز و گازمایع-۹۰۰ (پازنان-۲)
  - کارخانه گاز و گازمایع-۱۲۰۰ (گچساران ۳)
  - کارخانه گاز و گازمایع-۱۳۰۰ (سیاهمکان)

- ۷٫۵۰۰ کیلومتر خط لوله انتقال و جریانی (۴ تا ۵۲ اینچ) نفت و گاز

## تولید

### نفت خام
بر اساس برنامه تولید ارائه شده از سوی مدیریت شرکت ملی مناطق نفتخیز جنوب، در سال ۱۳۹۴ ظرفیت تولید نفت خام شرکت نفت و گاز گچساران به‌طور میانگین معادل ۷۸۰ هزار بشکه در روز اعلام گردید. این شرکت هم‌اکنون به‌طور متوسط معادل ۶۳۰ هزار بشکه در روز نفت خام تولید می‌کند.

### گاز طبیعی
شرکت بهره‌برداری نفت و گاز گچساران به‌طور میانگین روزانه معادل ۵۰۰ میلیون فوت مکعب گاز طبیعی تولید می‌کند. گاز تولیدشده در محدودهٔ عملیاتی این شرکت از طریق جمع‌آوری گازهای همراه نفت در واحدهای بهره‌برداری و نیز تولید گاز گنبدی، و همچنین شماری از چاه‌های گازی مستقر در میادین پازنان و رگسفید استخراج می‌گردد.
بر اساس مطالعات انجام شده توسط مدیریت امور فنی شرکت ملی مناطق نفتخیز جنوب، بیشترین بازیافت نفت خام از میادین بزرگ تحت مدیریت شرکت نفت و گاز گچساران، همچون میادین نفتی گچساران و بی‌بی‌حکیمه، زمانی میسر خواهد بود که به‌طور مستمر تزریق گاز در این میادین انجام پذیرد. در این راستا از سال ۱۳۵۶ تاکنون، تزریق گاز در مخزن آسماری میادین گچساران و بی‌بی‌حکیمه، و همچنین بازگردانی گاز در میدان پازنان به‌طور مستمر انجام می‌گیرد. در حال حاضر روزانه معادل ۱٫۲۹۷ میلیون فوت مکعب گاز همراه نفت میدان گچساران جمع‌آوری شده، که پس از مایع‌گیری و شیرین‌سازی در کارخانه گاز و گازمایع-۱۲۰۰، به اضافه ۲٫۷۰۰ میلیون فوت مکعب گاز تولید شده از میدان پازنان در ۱۷ حلقه چاه مستقر در میدان گچساران تزریق می‌شود.
در میدان نفتی بی‌بی‌حکیمه از آبان ۱۳۷۴ با هدف ازدیاد برداشت نفت، عملیات تزریق گاز به مخزن آسماری آن آغاز شد.  تا نیمه اول سال ۱۳۸۵ به‌طور میانگین روزانه ۳۱٫۱۷۸ میلیون فوت مکعب گاز همراه نفت میادین رگ‌سفید و بی‌بی‌حکیمه جمع‌آوری شده و پس از پالایش در مجتمع بهره‌برداری رگ‌سفید-۱ (متعلق به شرکت بهره‌برداری نفت و گاز آغاجاری)، و سپس مایع‌گیری و شیرین‌سازی در پالایشگاه گاز و گازمایع-۱۳۰۰، و سرانجام تقویت فشار در ایستگاه سیاهمکان، به‌طور متوسط روزانه معادل ۶۷٫۵۶ میلیون فوت مکعب از آن، به همراه ۸۳٫۷۰ میلیون فوت مکعب در روز، گاز گنبدی تولیدی میدان پازنان در ۴ حلقه چاه میدان نفتی بی‌بی‌حکیمه تزریق شده‌است.
حجم ذخایر گاز طبیعی در شرکت بهره‌برداری نفت و گاز گچساران از موقعیت مناسبی برخوردار است. در نیمه اول سال ۱۳۸۵ در مجموع بیش از ۸۸ میلیارد فوت مکعب گاز همراه و ۱۶۶ میلیارد فوت مکعب گاز گنبدی میدان پازنان، از طریق ۲۲ حلقه چاه مستقر در میادین گچساران و بی‌بی‌حکیمه، تزریق شده‌است.

### گاز مایع
علاوه بر تولید نفت و گاز، گاز مایع و نفتا (مایعات سنگین گازی) نیز از دیگر تولیدات شرکت بهره‌برداری نفت و گاز گچساران است. میعانات گازی تولید شده در کارخانه گاز و گازمایع-۱۲۰۰ گچساران و ۱۳۰۰ بی‌بی‌حکیمه، و همچنین کارخانه گاز و گازمایع-۹۰۰ (پازنان-۲) جهت تأمین بخشی از خوراک شرکت پتروشیمی بندرامام ارسال می‌گردد. نفتا  تولید شده در کارخانه گاز و گازمایع-۹۰۰ نیز از طریق خط لوله به پتروشیمی بوعلی سینا فرستاده می‌شود.

## میادین نفتی
شرکت نفت و گاز گچساران دارای ۱۸ میدان نفتی است، که ۱۳ میدان آن در مدار تولید می‌باشند. به‌طور متوسط عمده تولید نفت خام این شرکت به‌ترتیب از مخازن میدان نفتی گچساران با ۴۷۸ هزار بشکه در روز، میدان نفتی بی‌بی‌حکیمه با ۱۰۸ هزار بشکه در روز و میدان نفتی رگ‌سفید با ۶۶ هزار بشکه در روز، استخراج می‌شود. مخازن میدان نفتی بینک، میدان نفتی گلخاری، میدان نفتی نرگسی، میدان نفتی چلینگر، میدان نفتی پازنان، میدان نفتی سیاهمکان، میدان نفتی گرنگان، میدان نفتی سولابدر، میدان نفتی رودک و میدان نفتی خویز نیز به ترتیب چهارمین تا سیزدهمین مخزن در مدار شرکت نفت و گاز گچساران، بر پایه میزان تولید شمرده می‌شوند. علاوه بر این مخازن، میدان نفتی کیلورکریم، میدان نفتی زاغه، میدان نفتی چهاربیشه، میدان نفتی منصورآباد و میدان نفتی کوه‌کاکی، جمعاً با ظرفیت تولید ۱۸ هزار بشکه در روز، به عنوان مخازن برنامه‌شده این شرکت تلقی می‌شوند.
در مجموع ۱۸ میدان تحت مدیریت شرکت بهره‌برداری نفت و گاز گچساران عبارتند از:
- میدان نفتی گچساران
- میدان نفتی بی‌بی‌حکیمه
- میدان نفتی رگ‌سفید
- میدان نفتی بینک
- میدان نفتی گلخاری
- میدان نفتی نرگسی
- میدان نفتی چلینگر
- میدان نفتی سیاهمکان
- میدان نفتی گرنگان
- میدان نفتی سولابدر
- میدان نفتی رودک
- میدان نفتی خویز
- میدان نفتی کیلورکریم
- میدان نفتی زاغه
- میدان نفتی چهاربیشه
- میدان نفتی منصورآباد
- میدان نفتی کوه‌کاکی[۸]

### میدان نفتی گچساران
میدان نفتی گچساران یکی از بزرگترین میدان‌های نفتی ایران است که در محدوده شهرستان گچساران از توابع استان کهگیلویه و بویراحمد قرار دارد. این میدان، طاقدیسی به طول حدود ۷۰ کیلومتر و عرض متغیر از ۶ تا ۱۵ کیلومتر است که در سال ۱۹۲۸ کشف شد و سال ۱۳۱۸ بهره‌برداری از آن آغاز گردید.
میدان نفتی گچساران از میادین تحت مدیریت شرکت ملی مناطق نفت‌خیز جنوب است که عملیات تولید نفت در آن، توسط شرکت بهره‌برداری نفت و گاز گچساران انجام می‌شود. این میدان با ذخیره درجای ۶۶٫۷ میلیارد بشکه و ذخیره نهایی ۲۳٫۷ میلیارد بشکه نفت خام، دومین میدان نفتی ایران به‌شمار می‌آید و هم‌اکنون به‌طور متوسط روزانه ۴۸۰ هزار بشکه نفت خام از مخازن آسماری و بنگستان میدان گچساران تولید می‌شود.

### میدان نفتی نرگسی
میدان نفتی نرگسی از میدان‌های نفتی ایران است که در دشتستان از توابع استان بوشهر و در فاصله ۳۰ کیلومتری شمال برازجان قرار دارد. میدان نرگسی از میادین تحت مدیریت شرکت ملی مناطق نفت خیز جنوب می‌باشد، که شرکت نفت و گاز گچساران عملیات تولید آن را برعهده دارد. این میدان در سال ۱۳۵۱ کشف شد، ولی استخراج نفت به‌طور عملی، از سال ۱۳۷۶ آغاز گردید. نفت خام این میدان از نظر کیفیت، در دسته سبک و شیرین طبقه‌بندی می‌شود. ظرفیت تولید نفت خام این میدان به‌طور میانگین، معادل ۱۵ هزار بشکه در روز می‌باشد.

### میدان نفتی گلخاری
میدان نفتی گلخاری از میدان‌های نفتی ایران واقع در بندر گناوهاز توابع استان بوشهر مستقر می‌باشد. میدان نفتی گلخاری دارای ابعادی به طول ۴۲ کیلومتر و عرض متوسط ۶ کیلومتر است، که در حوضه زاگرس و زیر زون فارس ساحلی قرار دارد و میدان نفتی نرگسی، میدان نفتی کیلورکریم و میدان نفتی بینک آن را احاطه کرده‌اند. وجود منابع نفت خام، در سازند آسماری و سازند جهرم میدان گلخاری، نخستین بار در سال ۱۳۴۲ با حفاری چاه اکتشافی شماره۱ گلخاری، به اثبات رسید. چاه شماره۲ گلخاری نیز، با هدف اکتشاف و توصیف مخازن آسماری و خامی این میدان، حفاری شد و چاه شماره۳ به‌عنوان نخستین چاه تولیدی میدان نفتی گلخاری، در سال ۱۳۵۷ به بهره‌برداری رسید.
سازندهای آسماری و جهرم این میدان، به‌دلیل ارتباط فشاری مناسب، به‌عنوان یک مخزن نفتی جداگانه محسوب می‌شوند. نفت خام میدان گلخاری از جمله نفت‌های نمکی محسوب می‌شود، که با هدف بالا بردن کیفیت، نفت استخراج شده از این میدان، به منظور جداسازی نمک، (نمک‌زدایی) از طریق ۷ کیلومتر خط لوله انتقال ۶ اینچ، به واحد تفکیک‌گر شماره۳ گلخاری، منتقل می‌شود.

### میدان نفتی بینک
میدان نفتی بینک، از میدان‌های نفتی ایران است، که در استان بوشهر و در فاصله ۲۰ کیلومتری شمال بندر گناوه، در ساحل خلیج فارس مستقر می‌باشد. این میدان، از شمال با میدان نفتی گلخاری، میدان نفتی بی‌بی‌حکیمه و میدان نفتی سیاهمکان و از جنوب با میدان نفتی خارک، در دریا هم‌جوار است.
حجم نفت درجای میدان بینک بر اساس محاسبات انجام شده توسط شرکت ملی مناطق نفت‌خیز جنوب معادل ۲ میلیارد و ۸۹۰ میلیون بشکه متعارفی پیش‌بینی شده‌است. این میدان در سال ۱۳۲۸ کشف شد و نخستین بار، در سال ۱۳۴۶ به بهره‌برداری رسید. توسعه میدان بینک نخستین بار در سال ۱۳۸۱ انجام شد و تولید نفت این میدان به ۲۶ هزار بشکه در روز رسید. نفت خام میدان گلخاری از جمله نفت‌های نمکی محسوب می‌شود، که با هدف بالا بردن کیفیت، نفت استخراج شده از این میدان، پس از فرآورش در کارخانه نمک‌زدایی بینک، به واحد بهره‌برداری ارسال شده و به منظور انتقال به تلمبه‌خانه گوره، برای صادرات در مخزن، ذخیره می‌شود. در حال حاضر (۱۳۹۴) ظرفیت تولید نفت خام میدان نفتی بینک به‌طور متوسط معادل ۵۵ هزار بشکه در روز می‌باشد، که کلیه عملیات استخراج از این میدان، توسط شرکت بهره‌برداری نفت و گاز گچساران و از طریق ۱۸ حلقه چاه انجام می‌گیرد.

### میدان نفتی رگ سفید
میدان نفتی رگ‌سفید در جنوب‌غربی ایران و در فاصله ۱۵۰ کیلومتری جنوب‌شرقی اهواز و در نزدیکی بندر دیلم واقع شده‌است. این میدان در سال ۱۳۴۳ کشف شد و هم‌اکنون پس از میدان نفتی پازنان، دارای بزرگترین حجم کلاهک گازی در میان میادین نفتی ایران است. میزان نفت درجای این میدان ۱۶٫۵ میلیارد بشکه تخمین زده شده‌است، که ۳٫۴۴ میلیارد بشکه از آن قابل برداشت است. ابعاد میدان در حدود ۵۵ در ۷ کیلومتر می‌باشد و تعداد چاه‌های حفاری شده این میدان تا سال ۱۳۸۱ به ۱۰۵ حلقه رسیده‌بود. حجم درجای نفت و گاز سازندهای آسماری و بنگستان این میدان براساس آخرین مطالعات مخزن به ترتیب معادل ۶٫۱۴ میلیارد بشکه و ۸٫۱۷ تریلیون فوت مکعب گزارش شده‌است. میزان تولید نفت و گاز تجمعی از این میدان از ابتدای بهره‌برداری تا پایان سال ۱۳۷۹ که در حدود ۴۰ سال می‌باشد، به ترتیب معادل ۱٫۵۲۱ میلیون بشکه و ۹۷۰ میلیارد فوت مکعب بوده‌است.

### میدان نفتی بی‌بی حکیمه
میدان نفتی بی‌بی‌حکیمه از میدان‌های نفتی ایران است، که در استان کهگیلویه و بویراحمد و در بخش مرکزی شهرستان گچساران قرار دارد. این میدان با طول ۷۰ کیلومتر و عرض ۵ کیلومتر، در جنوب فرو افتادگی دزفول در ناحیه جنوب‌غربی ایران، در فاصله ۲۱۰ کیلومتری جنوب‌شرقی اهواز و در جنوب میدان نفتی گچساران مستقر می‌باشد.
میدان بی‌بی‌حکیمه نخستین بار در سال ۱۳۴۱ کشف شد و در همان سال نیز به بهره‌برداری رسید. ظرفیت تولید نفت خام آن در حال حاضر به‌طور متوسط روزانه ۱۲۰ هزار بشکه است. این میدان دارای مخازن آسماری، بنگستان و خامی است که مخزن خامی آن از سازندهای فهلیان، گدوان و داریان تشکیل شده‌است. میدان نفتی بی‌بی‌حکیمه از میادین تحت مدیریت شرکت بهره‌برداری نفت و گاز گچساران است.

## خدمات

### بهداشت و درمان
- بیمارستان بعثت (شهدای نفت) گچساران
- درمانگاه دندانپزشکی شهدای صنعت نفت

### ورزش
شرکت بهره‌برداری نفت و گاز گچساران به صورت عمده در حال باشگاه داری است.
این شرکت دارای یک ورزشگاه با ظرفیت ۷۰۰۰ در گچساران است.
باشگاه ها
- باشگاه فوتبال نفت و گاز گچساران
- باشگاه هندبال نفت و گاز گچساران
- باشگاه والیبال نفت و گاز گچساران
- باشگاه والیبال نشسته نفت و گاز گچساران
- باشگاه تنیس نفت و گاز گچساران

و...
ورزشگاه ها
- ورزشگاه شهدای نفت گچساران
- سالن ورزشی چند منظوره آزادی
- استخر آزادی

### حمل و نقل
شرکت نفت و گاز گچساران دارای تعداد زیادی اتوبوس برای انتقال کارمندان و کارگران به محل کار آنها (تاسیسات نفتی و بخش های اداری)
- پایانه مسافربری شرکت نفت

یک پایانه مسافربری برون شهری ویژه کارکنان شرکت نفت و گاز گچساران
- فرودگاه گچساران

### فرهنگی
- سینما آزادی گچساران